# Grêmio Novorizontino
O Grêmio Novorizontino é um clube futebolístico brasileiro sediado na cidade de Novo Horizonte, no estado de São Paulo. O clube foi fundado no dia 1º de março de 2010, conquistando o acesso à primeira divisão estadual em 2015.

## História
Fundado em 1 de março de 2010, o time se filiou à Federação Paulista de Futebol no mesmo ano, com a missão de retornar com o futebol profissional para a cidade, que tinha apenas competições amadoras desde a falência do Grêmio Esportivo Novorizontino, em 1999. O novo Grêmio Novorizontino tem em comum com o GEN as cores (preto e amarelo), o mascote (Tigre) e o hino. Seu distintivo também lembra o antigo clube, que chegou a ser vice-campeão paulista, em 1990, e campeão brasileiro da Série C, em 1994.
As primeiras competições oficiais do clube foram os campeonatos paulistas sub-15 e sub-17. Em 2012, o Novorizontino disputa pela primeira vez a Série B do Campeonato Paulista de Futebol (4ª divisão), após firmar uma parceria com o Paulínia, clube da cidade homônima que não pôde disputar devido a problemas com a prefeitura, dona do estádio da cidade.

### Começo arrasador
Na primeira competição oficial do "novo Novorizontino", foram poucos os tropeços. No Campeonato Paulista da Segunda Divisão de 2012, foram ao todo, 28 jogos, com 17 vitórias, oito empates e apenas três derrotas - duas delas ainda na primeira fase. Invicto por 17 partidas seguidas no campeonato, o time aurinegro conquistou o acesso dois anos após anunciar que disputaria torneios oficiais, uma vez que o Grêmio Novorizontino tinha planos para participar da competição em 2011. O time atraiu mais de mil torcedores a todos os jogos a partir da segunda fase, vendendo 2.678 ingressos para o 1 a 1 em casa com o Olímpia que selou a promoção no para a Campeonato Paulista Série A-3 no dia 30 de setembro de 2012.
Nos 28 jogos que construíram o acesso do Novorizontino, a equipe se deparou com alguns rivais que se tornaram conhecidos. Foram quatro confrontos contra o José Bonifácio (dois na primeira fase e dois na terceira), quatro contra o Olímpia (adversário na primeira e na quarta fases) e outros quatro contra o Américo (segunda e terceira fases). Em 12 confrontos contra adversários diretos pelo acesso, foram seis vitórias e cinco empates, com apenas uma derrota — justamente na estreia, para o José Bonifácio, fora de casa, por 2 a 1.
Para 2013, além de disputar a Série A3, o Novorizontino disputou a Copa São Paulo de Futebol Júnior em seu próprio estádio. Não passou da primeira fase.
Em 2014, o time jogou tanto a Copa São Paulo de Juniores, quanto o Paulista da Série A3. Na Copinha, o Tigre não conseguiu mostrar o peso de jogar em casa e caiu na primeira fase. Mas no estadual, a equipe deslanchou.
Após campanha memorável com o melhor ataque com 54 gols marcados (média de 2 gols por jogo) e garantindo o acesso com uma rodada de antecedência, o Tigre do Vale chegou na final contra o Independente de Limeira. Não deu chances ao time limeirense e venceu os dois jogos da decisão, 4 a 0 na ida em Limeira e 1 a 0 na volta em Novo Horizonte, sagrando-se campeão do Paulista da Série A3, o seu primeiro título após seu retorno ao futebol profissional.
Na Série A2, em 2015, o time fez uma campanha bastante regular e se manteve próximo ao grupo dos quatro primeiros colocados na maior parte da competição. Nas rodadas finais, o Tigre teve um desempenho ainda melhor e conseguiu subir de posições. Em 27 de abril de 2015, com a derrota do São Caetano para a Ferroviária, o Novorizontino garantiu o acesso inédito para a primeira divisão do Paulistão com uma rodada de antecedência.

### Primeiro ano na elite paulista
Para este campeonato, o Grêmio Novorizontino fez a contratações de grandes nomes do futebol brasileiro como Jeci (ex-Palmeiras e Avaí), Adriano (ex-Santos), Richarlyson (ex-São Paulo) e Luiz Araújo (ex-São Paulo, atualmente no Lille).
A estreia do Tigre na elite paulista foi contra o Linense fora de casa. Na ocasião o Tigre empatou em 1 a 1 contra o Elefante. Em Novo Horizonte, o primeiro jogo foi contra o Botafogo-SP que também terminou em empate. O gol pela equipe auri-negra foi anotado por Roberto que veio a ser um dos artilheiros do time ao final do campeonato.
Naquela ocasião, o Novorizontino terminou em último do grupo, mas por sua pontuação, conseguiu permanecer na primeira divisão do campeonato.

### 2017 e a classificação para Série D
O Novorizontino começou seu planejamento para o Campeonato Paulista no final de 2017. O Tigre confirmou o retorno de alguns jogadores como Jeci, Guilherme Teixeira, Roberto, Domingues e Cléo Silva. O time dessa vez começou sendo treinado pelo treinador Júnior Rocha (ex-Luverdense).
A equipe começou vencendo a equipe do São Bernardo por 3 a 2 em Novo Horizonte. Os gols foram anotados por Fernando Gabriel, Roberto e Nilson. Com o passar das rodadas, o Tigre não foi conseguindo bons resultados, acumulando quatro derrotas, um empate e uma vitória entre a segunda e a sétima rodada. Dentre essas rodadas, o Grêmio sofreu uma goleado diante do Red Bull Brasil por 5 a 1. Após uma derrota pro Linense, Júnior Rocha foi dispensado do comando da equipe.

### Silas assume e classificação inédita
Após a demissão de Júnior Rocha, o clube fechou a contratação do ex-jogador de São Paulo, Vasco da Gama e Internacional e Seleção Brasileira e ex-treinador do Avaí, Grêmio e Flamengo, Silas
O Grêmio conseguiu resultados importantes durante a fase de grupos, entre eles uma vitória sobre a Ponte Preta em Campinas por 2 a 1 e um empate com o São Paulo por 2 a 2 dentro de casa (ainda com Júnior Rocha). Após reação, o Grêmio conseguiu a classificação inédita para a fase eliminatória do campeonato e para o Campeonato Brasileiro de Futebol de 2018 - Série D.
Nas quartas de final, o Tigre enfrentou o Palmeiras (na ocasião, atual campeão brasileiro). No jogo de ida, o Grêmio conseguiu abrir o placar com Roberto aos 11 minutos de jogo, mas não conseguiu segurar a superioridade da equipe da capital e acabou perdendo de 3 a 1. No jogo de volta, o Palmeiras fez valer a superioridade e venceu por 3 a 0, eliminando o Grêmio do campeonato.
Como resultado, o Tigre conviveu com um calendário mais extenso ao ano todo, algo muito aguardado pelos moradores de Novo Horizonte, além de disputar a Série A1 do Paulistão de 2018.

### 2020 e 2021: O Acesso para a Série C, Conquista do Interior, O Acesso para a Série B
Ver artigos principais: Campeonato Brasileiro de Futebol de 2020 - Série D, Campeonato Paulista do Interior de Futebol de 2021 e Campeonato Brasileiro de Futebol de 2021 - Série C

### 2020 - Série D: A Conquista do acesso para a Série C
Em 2020 na Série D, nas quartas-de-final, Na partida de Ida, venceu o Fast Clube fora de casa (0-1), Na partida de volta, também venceu em casa (3-0) e além de avançar às semi-finais, conseguiu o acesso para Série C. Nas semi-finais empatou com o Floresta fora de casa (1-1). Para acessar à final, precisava vencer na partida de Volta em Novo Horizonte, porém, isso não chegou a acontecer (derrota de 2-0). Mas conseguiu o acesso.

### Título do Troféu do Interior em 2021
Após bela campanha durante a primeira fase do campeonato de 2021, onde o Tigre ficou com a sexta melhor campanha, com a não classificação para os playoffs, o Grêmio se classificou para o Troféu do Interior, onde derrotou o Ituano na fase semi-final e a Ponte Preta na final por 2 a 0, com gols de Felipe Rodrigues e Édson Silva, conquistando a inédita taça.

### 2021 - Série C: A conquista do acesso para a Série B
Ainda em 2021, conseguiu outro acesso, dessa vez para a Série B, com a vitória em casa de 2 a 0 sobre o Manaus. Ficou em 2º lugar com 9 pontos (3 vitórias e 3 derrotas). Entretanto, com 2 pontos a menos que Tombense, não se classificou à decisão do título

### 2022: Rebaixamento para Série A2 e permanência na Série B
Meses após as conquistas dos acessos da Série C e Série B, as coisas viraram ao contrário no Paulistão, em que, na 10ª rodada, o clube acaba sendo rebaixado pela primeira vez para a Série A2, ao ser derrotado em casa pela Internacional de Limeira por 2 a 1, após disputar a elite do Paulistão por 7 temporadas consecutivas, desde o seu acesso em 2015. Na Série B, o tigre teve uma temporada difícil, terminando o campeonato com 44 pontos, na décima sexta posição e a apenas 2 pontos do Z-4. Escapou da queda para a Série C na última rodada, após vencer o Operário-PR fora de casa por 3 a 0, e beneficiado pela derrota do seu concorrente direto, o CSA, para o Cruzeiro, por 3 a 2.

### 2023

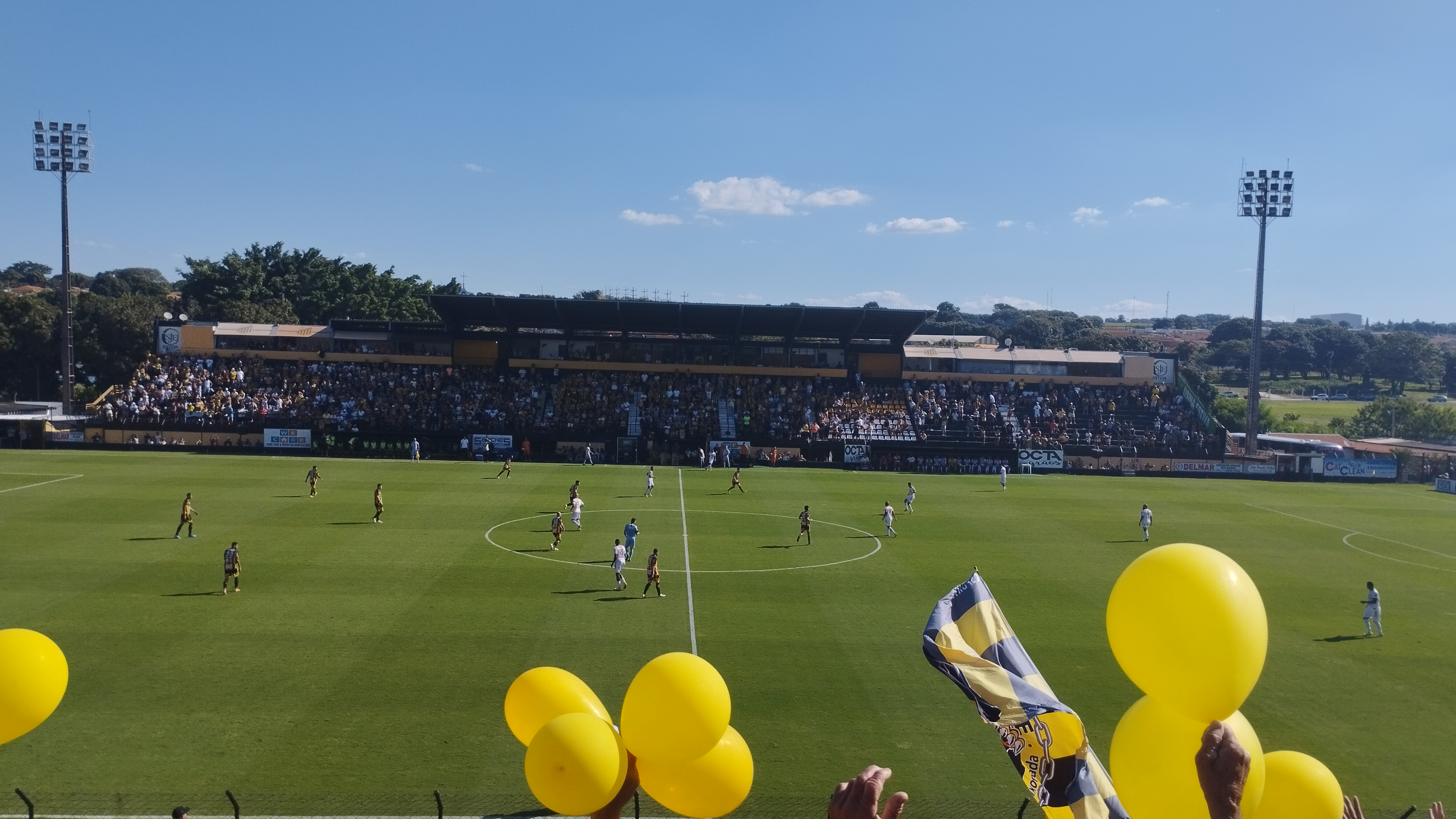
Jogo que sacramentou o retorno a elite do campeonato paulista Novorizontino 3x0 Noroeste

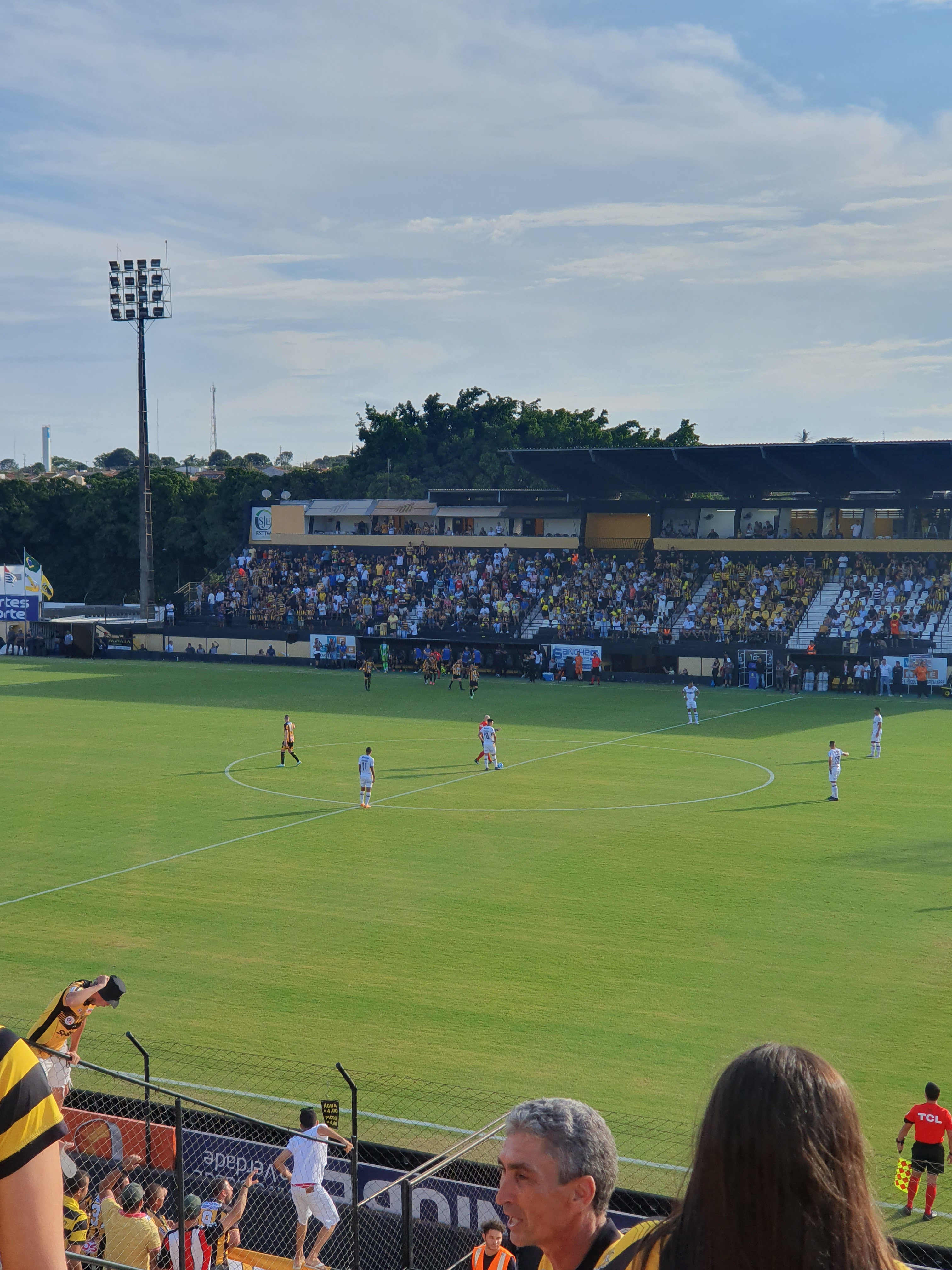
Novorizontino 2x0 Criciúma que poderia marcar o acesso para a Série A, mas acabou frustrado pela vitória do Juventude frente o Ceará.

Após o turbulento ano de 2022, o Novorizontino deu a volta por cima em 2023, e começou bem o ano ao conseguir o acesso na Série A2 do campeonato paulista, competição na qual o tigre terminou em 2º, perdendo o título para a Ponte Preta. Na Série B, o aurinegro faz uma grande campanha, passando parte do campeonato no G-4. O clube chegou à última rodada com chances reais de terminar entre os quatro primeiros e subir para a Série A de 2024, e fez sua parte ao derrotar o Criciúma por 2 a 0 no Jorjão. Contudo, graças à vitória do Juventude diante do Ceará por 3 a 1, o time gaúcho levou o acesso. Assim, o Novorizontino terminou em 5º lugar, com 19 vitórias, 6 empates e 13 derrotas, totalizando 63 pontos somados. Vale ressaltar que o Novorizontino terminou apenas 1 ponto atrás do Atlético Goianiense, o 4º colocado, e também teve a melhor defesa do campeonato, sofrendo 30 gols ao longo da competição.

### 2024

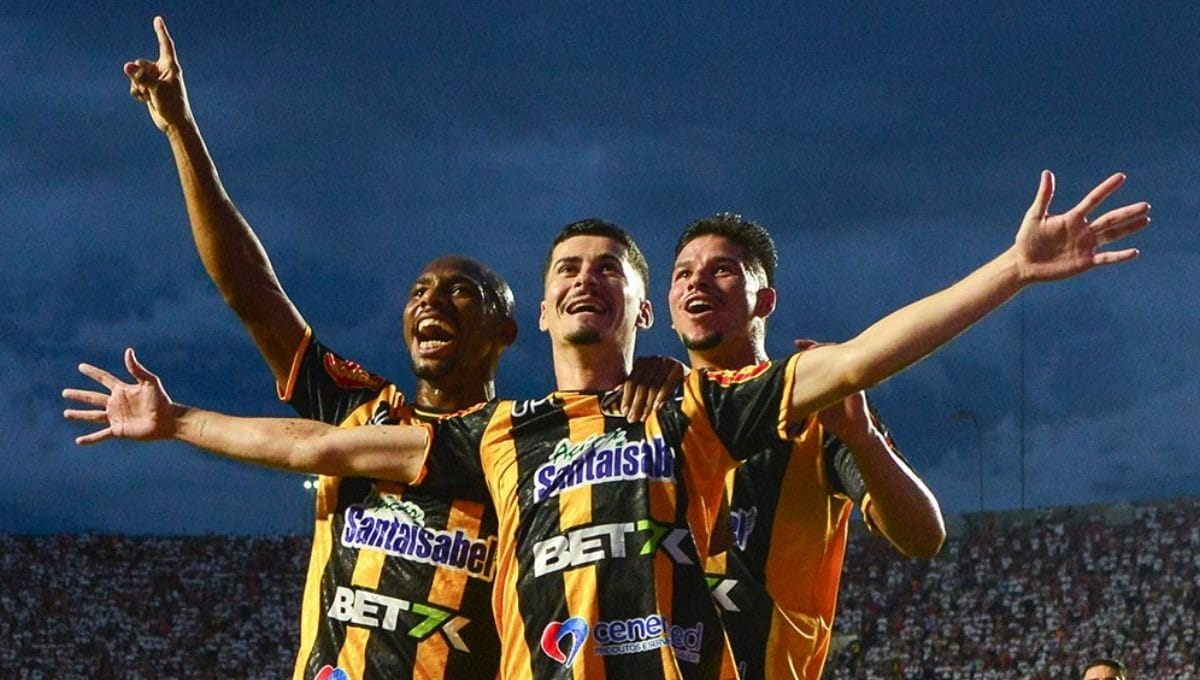
Comemoração da Classificação histórica para as semifinais do Paulistão contra o São Paulo em pleno Morumbi

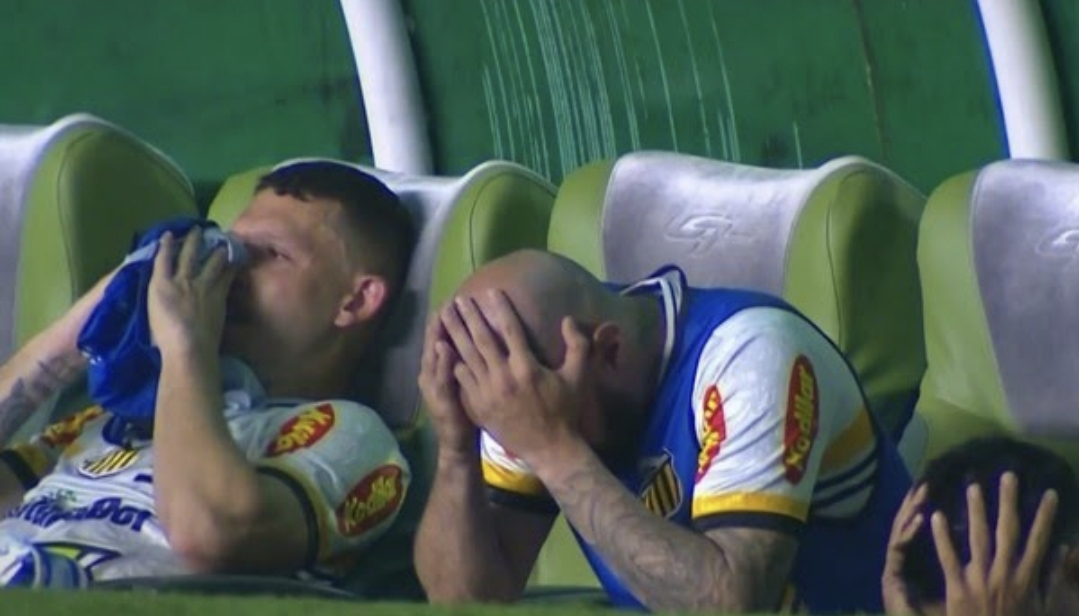
Jogadores choraram pelo acesso perdido de forma cruel na última rodada da Série B em Goiânia

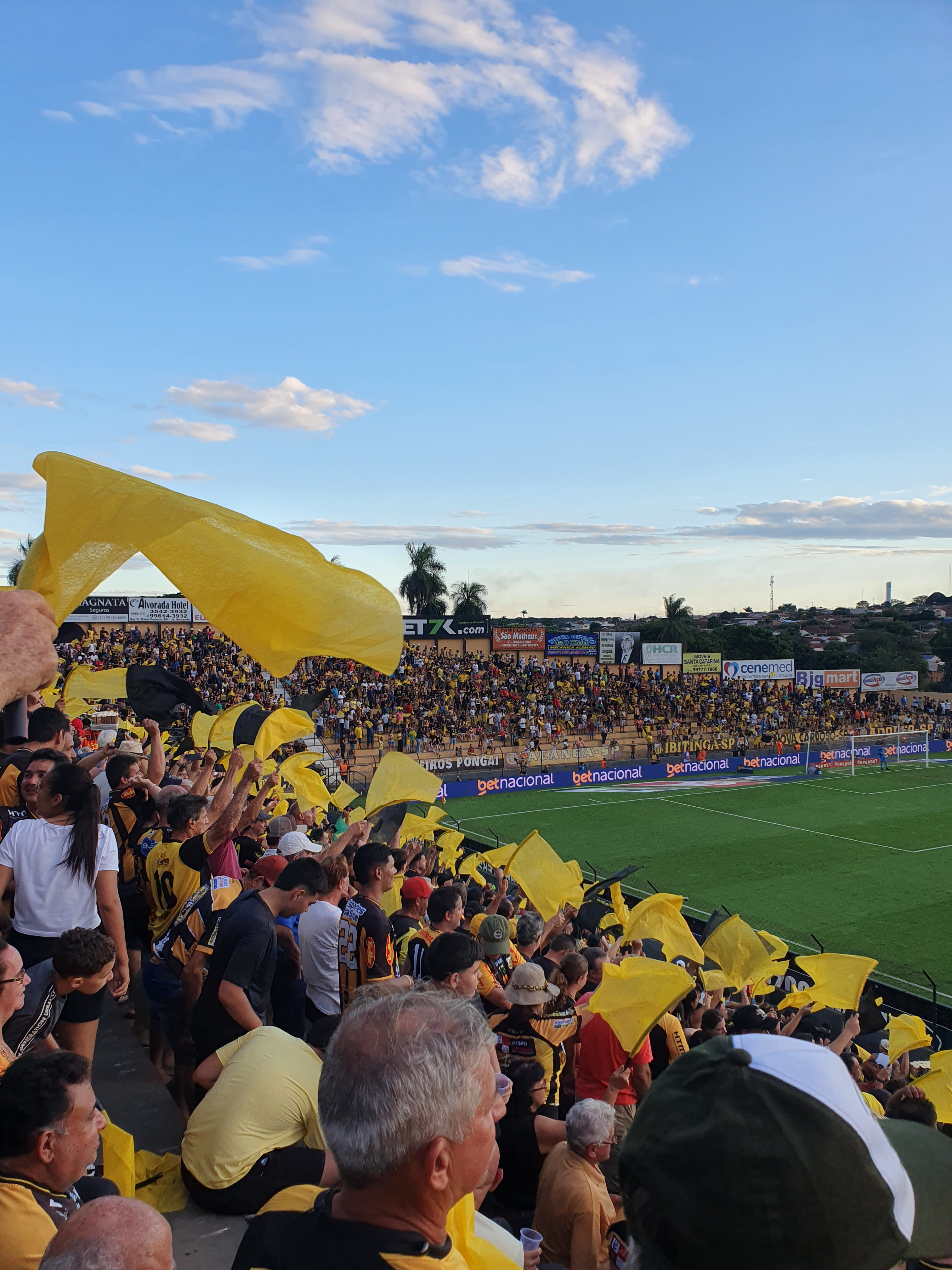
Torcida do Novorizontino presente na expectativa do acesso em jogo decisivo contra o Paysandu que terminou empatado em 1x1

O tigre do vale iniciou a temporada de 2024 muito bem, ao fazer uma excelente campanha no Campeonato Paulista. O Novorizontino avançou em 2º no seu grupo e disputou as quartas de final contra o São Paulo, conseguindo uma histórica classificação para as semifinais, em pleno Morumbi, após vencer o tricolor por 5 a 4 nos pênaltis. Na primeira participação do clube nas semifinais, o tigre perdeu para o Palmeiras por 1 a 0 e encerrou sua participação no campeonato, terminando em 4º lugar. No âmbito nacional, o Novorizontino também se destacou na Série B, passando grande parte do torneio entre os 4 primeiros, até sendo líder do certame. Contudo, nas últimas rodadas, a equipe perdeu pontos importantes, e após derrota para o Goiás por 1 a 0, na última rodada, o Novorizontino não conseguiu o acesso para a primeira divisão, terminando em 5º na Série B pelo segundo ano consecutivo.

## Símbolos

### Hino:
| “ | Grêmio, Grêmio, Novorizontino! Em frente Tigre valente Em seu caminho de ascensão Já conheço o futuro evidente Serás sempre o campeão Em frente Tigre valente Em seu caminho de ascensão Amarelo e negro imponente Tu que és nossa eterna paixão Tens o amor da cidade És o time do povo Representas a garra mais genuína Da família Novorizontina O teu rugido intimida Tua coragem enaltece Uma torcida com muito fervor És o orgulho do interior Aguerrido time de raça Com força cantamos teu hino O seu nome no vale ecoa Grêmio Novorizontino Em frente Tigre valente Em seu caminho de ascensão Já conheço o futuro evidente Serás sempre o campeão | ” |

## Torcida

### Garra do Tigre

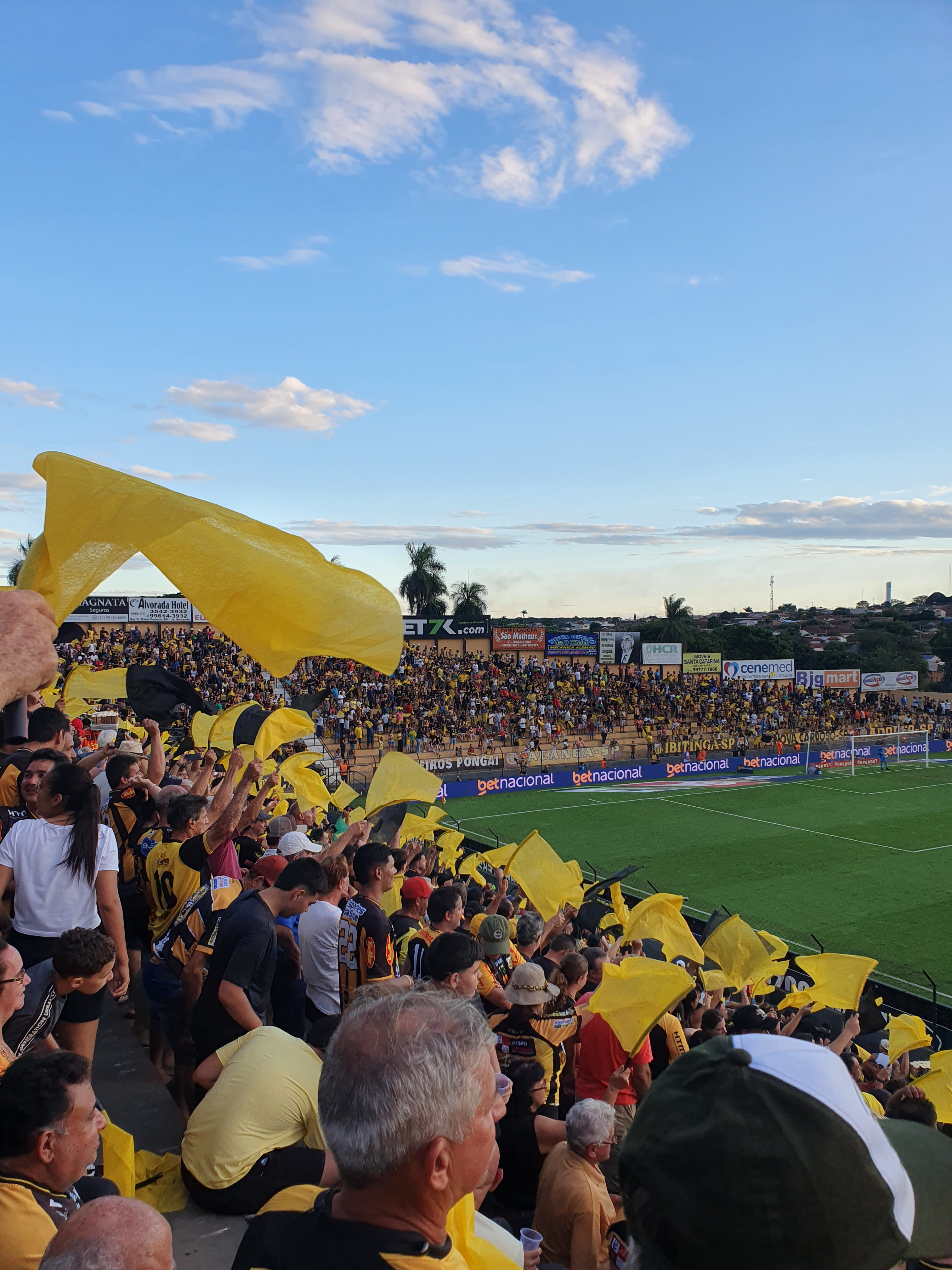
Torcida do Novorizontino em 2024

A torcida do Novorizontino é conhecida por ser bem fanática da região, conhecida como "Garra do Tigre", nome que também designa sua principal torcida organizada. Fundada em Novo Horizonte (SP), a torcida tem se destacado pelo engajamento crescente e forte presença em jogos em casa nos últimos anos.
Durante a Série B de 2024, o clube registrou recorde de público, com 7.312 torcedores presentes em uma partida e média de mais de 2,5 mil pessoas em várias partidas, apesar da cidade ter cerca de 38 mil habitantes  . Isso só foi possível graças a estratégias de mobilização que incluíram ingressos promocionais em parcerias com supermercados e usinas da região.

### Cultura e símbolos
Um dos ícones da torcida é o torcedor símbolo conhecido como “Sheik do Acesso” — Cristiano Alves Marinho, cabeleireiro e nativo de Novo Horizonte. Ele se vestia de sheik em jogos decisivos na esperança do clube alcançar o acesso à Série A, simbolizando a fé e o espírito da torcida.
Além de acompanhar o time no estádio, a torcida organizada realiza ações sociais, como distribuição de panetones e cestas básicas durante o Natal, contribuindo assim com a comunidade local.

### Relações com outras torcidas
A Guerra do Tigre (Novorizontino) mantém uma rivalidade pacífica com a torcida "Guerreiros da Nação Galista" do Independente de Limeira. Em 2014, as torcidas se uniram em um pacto de paz e confraternização antes da final da Série A3, promovendo eventos conjuntos e celebrações em clima amistoso dentro e fora dos estádios.

## Títulos
| ESTADUAIS | ESTADUAIS                      | ESTADUAIS | ESTADUAIS   |
|           | Competição                     | Títulos   | Temporadas  |
| --------- | ------------------------------ | --------- | ----------- |
|           | Campeonato Paulista - Série A3 | 1         | 2014        |
|           | Troféu do Interior Paulista    | 1         | 2021        |
| TOTAL     |                                |           |             |
|           | Competição                     | Títulos   | Temporadas  |
|           | Títulos oficiais               | 2         | 2 Estaduais |

### Campanhas de destaque
| DESTAQUES                       | DESTAQUES                   |
| Competição                      | Campanhas                   |
| ------------------------------- | --------------------------- |
| Campeonato Brasileiro - Série C | 3º colocado (2021 )         |
| Campeonato Brasileiro - Série D | 3º colocado (2020 )         |
| Campeonato Paulista - Série A2  | Vice-Campeão (2015 , 2023 ) |

| Aumento | Promovido |

## Rivalidades
Atualizado em 09/03/2025

### Clássico da 017
Novorizontino x Mirassol
Jogos: 17

Vitórias do Novorizontino: 7

Vitórias do Mirassol: 2

Empates: 8

Gols do Novorizontino: 18

Gols do Mirassol: 11

## Estatísticas

### Participações
| Aumento | Promovido à divisão superior  |
| Baixa   | Rebaixado à divisão inferior  |
| Inativo | Licenciamento no ano seguinte |

|  | Participações em 2025 |

| Competição | Competição                     | Temporadas | Melhor campanha            | Anos em que disputou | A | R |
| São Paulo  | Campeonato Paulista            | 9          | 4º colocado (2024)         | 2016-2022, 2024-2025 |   | 1 |
| São Paulo  | Campeonato Paulista - Série A2 | 2          | Vice-campeão (2015 e 2023) | 2015 e 2023          | 1 | – |
| São Paulo  | Campeonato Paulista - Série A3 | 2          | Campeão (2014)             | 2013-2014            | 1 | – |
| São Paulo  | Campeonato Paulista - Série A4 | 1          | 3º colocado (2012)         | 2012                 | 1 |   |
| São Paulo  | Copa Paulista                  | 2          | Quartas de final (2018)    | 2018 e 2020          |   |   |
| Brasil     | Série B                        | 4          | 5º colocado (2023 e 2024)  | 2022-2025            | – | – |
| Brasil     | Série C                        | 1          | 3º colocado (2021)         | 2021                 | 1 | – |
| Brasil     | Série D                        | 3          | 3º colocado (2020)         | 2018-2020            | 1 |   |
| Brasil     | Copa do Brasil                 | 3          | 3ª fase (2025)             | 2020, 2022 e 2025    |   |   |

### Temporadas
Legenda:
| Campeão Vice-campeão Eliminado nas semifinais | Campeão e promovido à divisão superior Vice-campeão e/ou promovido à divisão superior Rebaixado à divisão inferior | Classificado à fase de grupos da Copa Libertadores Classificado à fase preliminar da Copa Libertadores Classificado à Copa Sul-Americana Campeão do Campeonato do Interior |

### Retrospecto em competições oficiais
Última atualização: Série D de 2020.
| Competição | Competição                      | Temporadas | Títulos | Pts. | J  | V  | E  | D | GP | GC |
| ---------- | ------------------------------- | ---------- | ------- | ---- | -- | -- | -- | - | -- | -- |
| Brasil     | Campeonato Brasileiro - Série D | 3          | —       | 78   | 40 | 22 | 12 | 6 | 61 | 31 |

## Elenco atual
Última atualização: 24 de março de 2025.

## Jogadores notáveis
Jogadores notáveis que já atuaram pelo Grêmio Novorizontino
| Nacionalidade | Nome                  | Posição | Período   |
| ------------- | --------------------- | ------- | --------- |
| Brasil        | Alessandro Cambalhota | A       | 2012      |
| Brasil        | Guilherme Queiróz     | A       | 2013–2015 |
| Brasil        | Luiz Araújo           | A       | 2016      |
| Brasil        | Magno Alves           | A       | 2018      |

### Jogadores com mais jogos disputados pelo clube
| #  | Nome              | Posição | Período             | Jogos |
| -- | ----------------- | ------- | ------------------- | ----- |
| 1  | Cléo Silva        | A       | 2014-2022           | 188   |
| 2  | Reverson Paiva    | LE      | 2017-2025           | 180   |
| 3  | Willean Lepo      | LD      | 2020-2024           | 152   |
| 4  | Marlon            | M       | 2023-               | 127   |
| 5  | Douglas Baggio    | A       | 2021-2023           | 122   |
| 6  | Danielzinho       | V       | 2019-2022           | 122   |
| 7  | Léo Tocantins     | A       | 2020-               | 121   |
| 8  | Guilherme Queiróz | A       | 2013-2015/2020-2021 | 118   |
| 9  | Rômulo            | M       | 2020-2024           | 107   |
| 10 | Léo Baiano        | V       | 2019-2023           | 101   |

### Jogadores com mais gols pelo clube
| #  | Nome              | Posição | Período             | Gols |
| -- | ----------------- | ------- | ------------------- | ---- |
| 1  | Guilherme Queiróz | A       | 2013-2015/2020-2021 | 41   |
| 2  | Cléo Silva        | LE      | 2014-2022           | 30   |
| 3  | Pereira           | M       | 2014-2016/2018-2021 | 29   |
| 4  | Ronaldo           | M       | 2022-2023           | 21   |
| 5  | Douglas Baggio    | A       | 2021-2023           | 19   |
| 6  | Rômulo            | V       | 2020-2024           | 18   |
| 7  | Ceará             | A       | 2012-2013           | 15   |
| 8  | Aylon             | A       | 2023                | 14   |
| 9  | Jenison           | A       | 2020-2021/2023      | 11   |
| 10 | Danielzinho       | V       | 2019-2022           | 11   |